# Polina Kudermetova
Polina Kudermetova (Russian:Полина Кудерметова; nació el 4 de junio de 2003 en Moscú, Rusia) es una jugadora de tenis rusa.
Su mejor clasificación en la WTA fue la número 57 del mundo, que llegó el 6 de enero de 2025. En dobles alcanzó número 283 del mundo, que llegó el 10 de abril de 2023. Hasta la fecha, ha ganado ocho títulos en individual y un título de dobles en la ITF tour.

## Títulos WTA (0; 0+0)

### Individual (0)
| Leyenda              |
| -------------------- |
| Grand Slam (0)       |
| Juegos Olímpicos (0) |
| WTA Finals (0)       |
| WTA 1000 (0)         |
| WTA 500 (0)          |
| WTA 250 (0)          |

#### Finalista (1)
| N.º | Fecha              | Torneo   | Superficie | Oponente en la final | Resultado     |
| --- | ------------------ | -------- | ---------- | -------------------- | ------------- |
| 1.  | 5 de enero de 2025 | Brisbane | Dura       | Aryna Sabalenka      | 6-4, 3-6, 2-6 |